# Cal Jepus
Cal Jepus és una casa d'Igualada (Anoia) protegida com a bé cultural d'interès local.

## Descripció
És un edifici modernista construït amb pedra. El més remarcable és la decoració que, en relleus de pedra de temàtica floral, s'insereix pels diferents racons de la façana creant un ritme compositiu força dinàmic animat per les balconades de ferro forjat que juguen seguint una línia sinuosa. Destaquen també les dues làmpades que pengen de la primera planta i que són originals de l'època de la construcció de l'edifici.

## Història
El promotor de l'obra fou Josep Sabaté Tarafa, rellotger.